# Бюджетний кодекс України (2001)
Бюджетний кодекс України — кодифікований Закон України, ухвалений 21 червня 2001 року. Діяв з 24 липня 2001 до 1 січня 2011 року.
Замінив Закон України «Про бюджетну систему України» (1990).
Серед відомих розробників Кодексу — Юлія Тимошенко, Олександр Свирида, Юрій Баулін, Сергій Мельник, Юрій Ганущак.
Цим Кодексом визначалися засади бюджетної системи України, її структура, принципи, правові засади функціонування, основи бюджетного процесу і міжбюджетних відносин та відповідальність за порушення бюджетного законодавства. Кодекс регулював відносини, що виникають у процесі складання, розгляду, затвердження, виконання бюджетів та розгляду звітів про їх виконання, а також контролю за виконанням Державного бюджету України та місцевих бюджетів.

## Структура
Кодекс містив Загальну та Особливу частини.
- ЗАГАЛЬНА ЧАСТИНА
  - Розділ I. Загальні положення
    - Глава 1. Загальні положення
    - Глава 2. Бюджетна система України та її принципи
    - Глава 3. Запозичення
    - Глава 4. Бюджетний процес та його учасники
- ОСОБЛИВА ЧАСТИНА
  - Розділ II. Державний бюджет України
    - Глава 5. Доходи і видатки Державного бюджету України
    - Глава 6. Складання проекту Державного бюджету України
    - Глава 7. Розгляд та прийняття Державного бюджету України
    - Глава 8. Виконання Державного бюджету України
    - Глава 9. Внесення змін до закону про Державний бюджет України
    - Глава 10. Бухгалтерський облік та звітність про виконання Державного бюджету України

  - Розділ III. Місцеві бюджети
    - Глава 11. Надходження та витрати місцевих бюджетів
    - Глава 12. Складання, розгляд, затвердження, виконання та звітність місцевих бюджетів

  - Розділ IV. Міжбюджетні відносини
    - Глава 13. Загальні положення
    - Глава 14. Розмежування видатків між бюджетами
    - Глава 15. Розрахунок видатків, що враховуються при визначенні обсягу міжбюджетних трансфертів
    - Глава 16. Міжбюджетні трансферти

  - Розділ V. Контроль за дотриманням бюджетного законодавства та відповідальність за бюджетні правопорушення
    - Глава 17. Контроль за дотриманням бюджетного законодавства
    - Глава 18. Відповідальність за бюджетні правопорушення

  - Розділ VI. Прикінцеві положення.

До Кодексу 21 раз уносилися зміни. Одного разу Конституційний Суд України тлумачив його положення.
Кодекс замінений новим Бюджетним кодексом, ухваленим 8 липня 2010 року.